# Stalen kroon

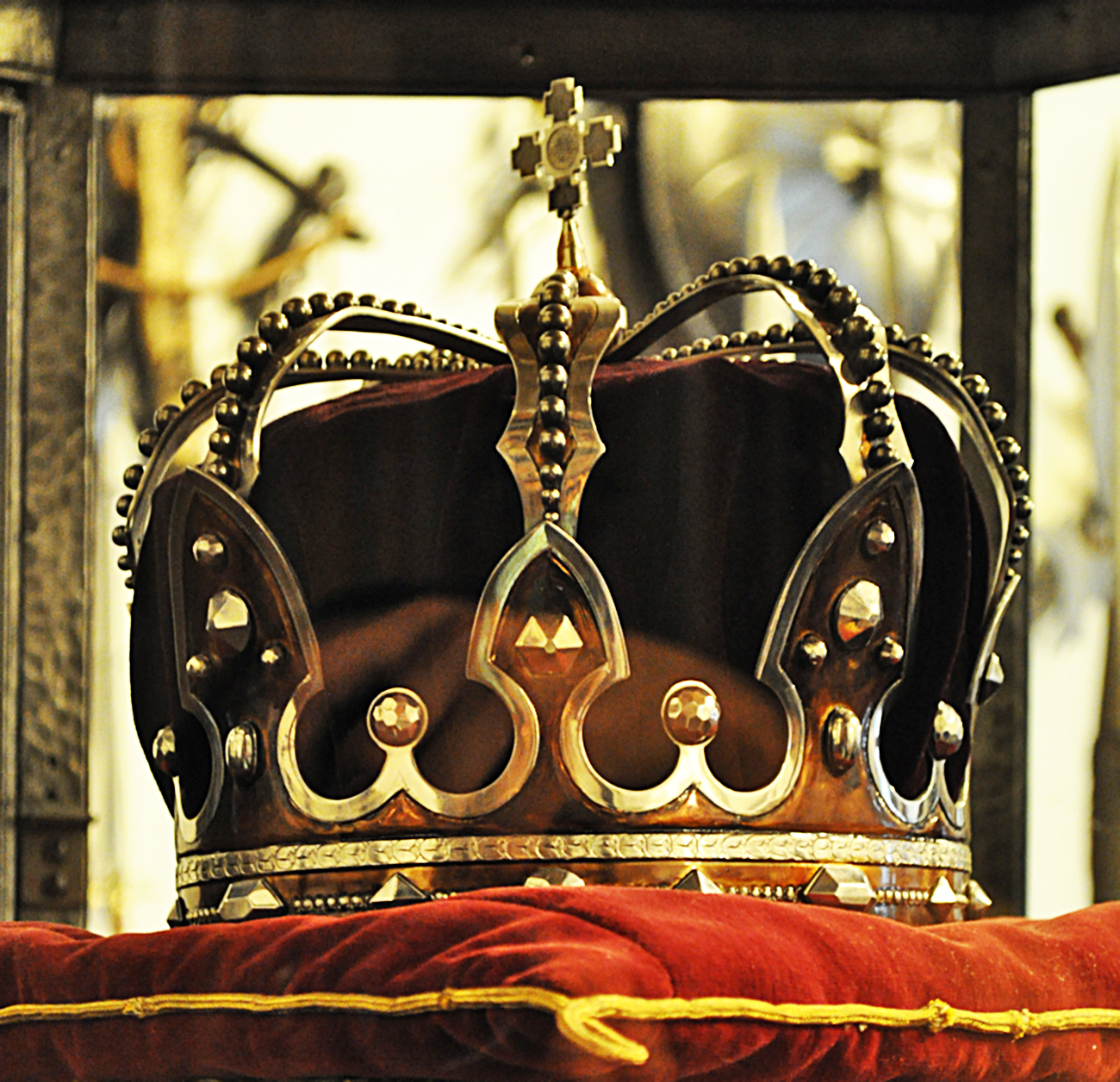
De kroon.

De kroon in de heraldiek.

De stalen kroon (Roemeens: Coroana de Oțel) is een metalen koningskroon waarmee de Roemeense koningen zich lieten kronen.
Het is de kroon die koning Carol I van Roemenië in het legerarsenaal (Arsenalul Armatei) liet smeden uit een omgesmolten kanon dat tijdens de Roemeense Onafhankelijkheidsoorlog in de buurt van Pleven (Bulgarije) door Roemeense soldaten was buitgemaakt op de Ottomanen (vandaar dat ze ook wel Plevna-kroon wordt genoemd).
Carol I koos voor staal in plaats van goud, om de dapperheid van de Roemeense soldaten te symboliseren. Hij ontving de kroon tijdens de kroonceremonies en de uitroeping van het koninkrijk Roemenië in 1881. Dezelfde kroon werd in 1922 bij de kroning van Ferdinand I van Roemenië en koningin Marie van Edinburgh in Alba Iulia gebruikt.
De kroon kreeg een plaats in het Roemeense koninklijke wapen en in ridderorden als de Orde van Ferdinand I. Het materiaal is ongebruikelijk, meestal zijn kronen van goud of ten minste van verguld zilver. Deze kroon was van staal gesmeed en polijsten had het oppervlak een zilverachtige glans gegeven. De kroon was niet met parels of edelstenen versierd maar bevatte wel een rode fluwelen muts die als voering dienstdeed.
De kroon wordt bewaard en tentoongesteld in het Nationaal Museum voor Roemeense geschiedenis in Boekarest.
In Italië wordt de IJzeren Kroon van de Longobarden bewaard.